# Pachytettix elegans
Pachytettix elegans är en insektsart som beskrevs av Rauno E. Linnavuori och Delong 1976. Pachytettix elegans ingår i släktet Pachytettix och familjen dvärgstritar. Inga underarter finns listade i Catalogue of Life.